# سیستم پایگاه دانش
سیستم پایگاه دانش (به انگلیسی: Knowledge-based systems) برنامه کامپیوتری است که با استفاده از پایگاه  دانش، به حل مسائل می‌پردازد. سیستم‌های مختلفی به این نام خوانده می‌شوند ولی اکثر آن‌ها سعی در حل مسائل از راه هستی‌شناسی (رایانه) (به انگلیسی: ontologies) می‌پردازند به این معنی که آیا رابطه مورد نظر، با توجه به داده‌های موجود، وجود دارد یا خیر.